# Кубони, Тандуйисе
Тандуйи́се Абрахам Кубо́ни (зулу Thanduyise Abraham Khuboni; 22 мая 1986, Клермон, Этеквини, Квазулу-Наталь, ЮАР) — южноафриканский футболист, полузащитник. Выступал за сборную ЮАР.

## Клубная карьера
Кубони — воспитанник клубов «Найлон Сити», «КваДабека», «Фобс» и «Янг Мэйтс». В 2006 году перешёл в «Голден Эрроуз», за который играл на протяжении 8 лет. За «Голден Эрроуз» сыграл 187 матчей в высшем национальном дивизионе. В 2014 году перешёл в клуб «Мпумаланга Блэк Эйсиз». 6 декабря 2014 года в матче против «АмаЗулу» дебютировал за новый клуб, а 7 марта 2015 года в другом матче против «АмаЗулу» забил первый гол за «Мпумаланга Блэк Эйсиз».
В июне 2016 года подписал контракт с новичком Премьер-лиги ЮАР «Хайлендс Парк».

## Карьера в сборной
27 января 2010 года в товарищеском матче против сборной Зимбабве дебютировал за национальную команду. В 2010 в составе сборной отправился на чемпионат мира, в котором принял участие в матче со сборной Франции.